# 1905 aux Territoires du Nord-Ouest
Chronologie des Territoires du Nord-Ouest
- 1901
- 1902
- 1903
- 1904
- 1905
- 1906
- 1907
- 1908
- 1909

Cette page concerne des événements survenus en 1905 dans le territoire canadien des Territoires du Nord-Ouest.

## Politique
- Premier ministre : Frederick W. A. G. Haultain puis Frederick D. White (Commissaire en gouvernement)
- Commissaire :
- Législature :

## Événements
- Le district de Keewatin est réintégré dans les Territoires.